# AIK Handboll
AIK Handboll är handbollssektionen i idrottsklubben AIK från Solna kommun i Stockholm. Sektionen bildades 1943 efter initiativ av Nils-Yngve Bolling. Sektionen var igång till och med 1980 och under den perioden vann AIK ett SM-guld, 1951. 
2003 startades sektionen återigen, efter att ha varit vilande i 23 år, på initiativ av bl.a. Jan-Erik Pettersson. Det var då Väntorp/Solna IK som gick över i AIK med hela föreningen. Sedan dess hade herrlaget som bäst spelat i den näst högsta divisionen, allsvenskan, 2007/2008. Ungdomssektionen består i dagsläget av cirka 15 lag. Handbollssektionen är idag AIK:s tredje största sektion efter fotbollen och ishockeyn.
I maj 2018 blev det klart att Ricoh HK i högsta serien, Handbollsligan, upplöstes till förmån för AIK Handboll, som då spelade i division 2. AIK tog över Ricoh HK:s plats och kvalificerade sig därmed för Handbollsligan 2018/2019. AIK Handboll återvände därmed till högsta serien efter 38 år.

## Historia

### 1900-talet
1943 bildades AIK:s handbollssektion genom att Nils-Yngve Bolling tog tag i det och AIK fick ytterligare en av de stora bollsporterna på programmet. Under de första åren spelade AIK i de svenska serierna och fick inte mycket medialt uppmärksamhet medan de avancerade uppåt i serierna. Men endast åtta år efter bildandet, 1951, spelade AIK i den näst högsta serien och skulle möta IFK Kristianstad i SM-finalen (SM avgjordes i cupform oberoende i vilken serie lagen spelade i). AIK vann också finalen och tog alltså sitt första SM-guld utan att någonsin ha spelat i den högsta serien. Året efter blev det SM-final igen - även då mot IFK Kristianstad. Den här gången blev det förlust efter förlängning, i det som skulle bli den andra och sista finalen under 1900-talet. AIK gick dock upp i Allsvenskan den säsongen och fostrade under 1950-talet landslagsspelare som Kjell Jönsson och Lennart Ring, som båda blev världsmästare under tiden de spelade i AIK.
Säsongen 1960/61 flyttades AIK ner till Division II och började en jojo-liknande resa genom det svenska seriesystemet, även om den lägsta serien man faktiskt spelade i var Division III. Trots att laget bytte serier då och då under dessa år förblev styrelsen intakt utan större förändringar. Under slutet av 1960-talet började dock AIK etablera sig som ett stabilt handbollslag i tvåan och satsade för att nå Allsvenskan. Ett led i detta var att fusionera klubbarna SoIK Hellas och AIK, en idé som höll på att förverkligas innan säsongen 1973/74, något som dock aldrig hände.
AIK spelade i Allsvenskan under den senare delen av 1970-talet och hade stora ekonomiska problem, men lyckades alltid få klubben att få ihop ekonomin. Inför säsongen 1979/1980 (den sista AIK skulle spela innan verksamheten lades ner i 23 år) värvade AIK en målvakt från IK Heim. Men förbundet förhalade övergången av målvakten och AIK var tvungna att spela ett par matcher utan honom. Detta var bara ett exempel på den fientlighet mot AIK som man tyckte att handbollsförbundet visade. En annan var när serien var i ett avgörande skede och Västra Frölunda IF från Göteborg inte infann sig för att spela match. Trots att det gick mot reglerna spelades matchen en annan dag utan att AIK tilldömdes en walkover-seger. AIK flyttades ner säsongen 1979/1980 och istället för att börja om i tvåan överlät man verksamheten till Täby HBK.

### 2000-talet
2003 nystartades AIK Handboll efter initiativ av Jan-Erik Pettersson och Per-Arne Jonsson. AIK inledde seriespelet i Division 1 Norra som spelades i en höst- och vårserie. I höstserien kom AIK trea från slutet av 12 lag och fick spela i Division 1 Norra Vår. I den serien kom de trea av åtta lag och fick spela kvar i Division 1 även nästa säsong. Säsongen därpå lyckades AIK komma på en fjärdeplats i höstserien och fick därmed spela i Allsvenskan under våren. Där kom de sexa av åtta lag och fick inte ens kvala till spel i Elitserien utan fick fortsätta spela i Division 1 säsongen därpå. Den säsongen upprepades samma bedrift och placeringar och återigen var det spel i Division 1 som gällde säsongen 2006/2007. AIK placerade sig den säsongen i mitten och sedan trea under höstserien vilket garanterade spel i den nya rikstäckande Allsvenskan som skulle bli den nya serien under Elitserien och som skulle spelas över hela säsongen. 2007/2008 kom AIK trea från slutet av 14 lag och styrelsen beslöt att laget 2008/2009 skulle spela i Division 3 istället för Division 1 och nysatsning som nu resulterat i att laget klarat kvalet till Division 2. Laget har sedermera blivit kvar i divisionen efter att två år i rad ha missat uppflyttning efter förlust i den andra kvalomgången. Under säsongen 2011/2012 hade AIK inför säsongen en mycket stark trupp som dock drabbats av skadebekymmer och spelarrotation vilket resulterade i att laget till sist slutade i mitten av tabellen.
Inför säsongen 2012/2013 hittade flera spelare, som tidigare representerat klubben, tillbaka från högre divisioner. Detta, tillsammans med stommen från fjolårets säsong, gjorde att föreningen hade ambitionen att åtminstone kunna kvalificera sig för kvalspel i division 1. AIK lyckades emellertid inte kvalificera sig för division 1 och efter säsongen togs beslutet att dra sig ur division 2 för spel i division 3.
Efter 38 år utanför Handbollsligan stod det klart att AIK skulle ta över Ricoh HK och dess verksamhet inför säsongen 2018/2019. Med långsiktig målsättning att bli en svensk och nordisk toppklubb. Detta betydde att spelarna som spelade för AIK i division 2 fick lämna klubben. AIK:s nya tränare i återkomsten till Handbollsligan utsågs till Henrik Schneider och den första värvningen blev Adam Tumba. Andra nyförvärv var Matija Spikic, Philip Jonsson, Andreas Windahl och Nikola Arsenic. Säsongen började tufft med hela tolv raka förluster för laget och en sista plats i tabellen. Den första vinsten kom den 20 november när man besegrade HIF Karlskrona med 28-24. Säsongen skulle visa sig vara lång och tuff för AIK, trots två vinster mot stadsrivalen Hammarby IF och en vinst regerande mästarna IFK Kristianstad blev man inte bättre än en trettonde plats. Under kvalet till Handbollsligan mötte man HK Varberg som slutade i förlust 3-1 i matcher och nedflyttning till Handbollsallsvenskan.  
En vecka efter att nedflyttning till Handbollsallsvenskan blev klart valde huvudtränare Henrik Schneider att lämna.  Flera spelare i AIK:s trupp hade redan under och före kvalet skrivit på för nya klubbar. Det kom uppgifter i media om att alla spelarkontrakten som sträckte sig till 31 maj hade avslutats i förtid på grund av föreningens dåliga ekonomi. Det dementerades senare av AIK Handboll AB:s vd Thomas Edselius. 

## Spelartrupp
| Nr | Land     | Pos | Namn                     |
| -- | -------- | --- | ------------------------ |
| 1  | Kroatien | MV  | Matija Spikic            |
| 12 | Sverige  | MV  | Martin Börjes            |
| 3  | Norge    | M9  | Jörgen Landgraff Vegsund |
| 5  | Sverige  | H9  | Philip Jonsson           |
| 6  | Sverige  | M6  | Patrik Lindblad          |
| 7  | Sverige  | H6  | Pavle Karacic            |
| 9  | Sverige  | V6  | Adam Tumba               |

| Nr | Land    | Pos | Namn                   |
| -- | ------- | --- | ---------------------- |
| 10 | Sverige | M9  | Mattias Windahl        |
| 14 | Sverige | V9  | Ola Pewik              |
| 19 | Sverige | M6  | Jesper Linnèll         |
| 22 | Serbien | M9  | Nikola Arsenic         |
| 27 | Danmark | V9  | Troels Vejby Jörgensen |
| 41 | Sverige | H9  | Zlatko Pavicevic       |
| 53 | Sverige | V6  | Andreas Windahl        |